# Joséphine (Film)
Joséphine ist eine französische Filmkomödie aus dem Jahr 2013 unter der Regie Agnès Obadia. Es handelt sich um eine Adaption der gleichnamigen französischen Comic-Reihe von Pénélope Bagieu. Ein Fortsetzungsfilm mit dem Namen Joséphine s'arrondit (Joséphine macht Schluß) folgte am 10. Februar 2016.

## Handlung
Joséphine ist 30 Jahre alt und Single. Sie lebt mit ihrem Kater Brad Pitt zusammen und sucht den Mann ihrer Träume. Bei einem Familienessen verkündet Diane, ihre in allen Dingen perfekt erscheinende jüngere Schwester, ihre baldige Hochzeit. Dies ist der Tropfen, der bei Joséphine das Fass zum Überlaufen bringt. Voller Eifersucht behauptet sie, dass sie einen brasilianischen Chirurgen namens Marcelo heiraten und mit ihm in seiner Heimat leben wird. Diese Lüge gerät mehr und mehr außer Kontrolle und stellt ihr Leben auf den Kopf.
Alexandra, die Personalchefin der Firma, in der Joséphine arbeitet, bekommt ein Gespräch zwischen Joséphine und ihrer Freundin Chloé mit. Sowieso damit beauftragt, einige betriebliche Entlassungen vorzubereiten, ergreift sie ihre Chance und feuert Joséphine. Joséphines Freunde kaufen ihr ein Flugticket nach Brasilien. Kurz vor dem Abflug hat Joséphine eine Panikattacke und wird ins Krankenhaus gebracht. Freunde und Familie bekommen davon nichts mit und schließlich wird auch noch das Gepäck falsch verschickt. Joséphine beschließt, die Irreführung nicht aufzuklären und versteckt sich in ihrer Wohnung, die zwischenzeitlich aber von Chloé an ihren Kollegen Gilles untervermietet wurde. Obwohl Joséphine Gilles erst für umständlich und langweilig hielt, findet sie nach und nach Gefallen an ihm.
Als Joséphines Gepäck seinen Weg zurück in die Wohnung findet, deckt Gilles das Versteckspiel auf und ruft ihre Freunde an. Unter falschen Tränen erzählt Joséphine, dass Marcelo gestorben sei, aber Gilles und ihre Freunde glauben die Geschichte nicht und verlassen sie verärgert. Joséphine gesteht Gilles ihre Liebe, aber er kann ihr die Lügengeschichten nicht verzeihen. Joséphine findet heraus, dass Aymeric, der Bräutigam ihrer Schwester, diese betrogen hat und sprengt mit dieser Nachricht die Hochzeit. Diane glaubt ihr und beide fliehen zusammen aus der Kirche.
Zwischendurch kann sich Gilles doch durchringen, Joséphine zu vergeben und begibt sich auf den Weg zu ihrer Wohnung. An der Tür wird er von Julien, einem Ex-Freund von Joséphine begrüßt, der von seiner Ehefrau rausgeworfen wurde und bei Joséphine Unterschlupf gefunden hatte. Gilles, der eine Affäre zwischen Julien und Joséphine vermutet, zieht enttäuscht ab. Als Joséphine erfährt, dass Gilles vorbeikam, läuft sie ihm hinterher, um ihn von ihrer Liebe zu ihm zu überzeugen. Während der Abspann läuft, sieht der Zuschauer, dass Joséphines Freunde ihr vergeben haben und sie mit Gilles zusammenlebt.

## Kritik
Jacques Mandelbaum von Le Monde ist wenig begeistert von der ersten Auftragsproduktion der bis dato als Autorenfilmerin bekannten Agnès Obadia. Er ordnet die Figur der Joséphine als Aphrodite Kallipygos („Callipyge“) und Pechvogel („Guignarde“) ein.

## Fortsetzung
Nach dem Erfolg von Joséphine in Frankreich wurde bekannt, dass eine Fortsetzung mit Marilou Berry sowohl in der Hauptrolle als auch im Regiestuhl produziert wird. Joséphine s’arrondit (Joséphine macht Schluß) handelt von der etwas älteren und nun schwangeren Joséphine, die dann endlich ihren „Perfekten Mann“ gefunden hat. Ihre Premiere feierte die Fortsetzung am 15. Januar 2016 beim Festival International du Film de l’Alpe d’Huez bevor sie ihren offiziellen Starttermin am 10. Februar 2016 hatte.